# Articulación hiposfeno-hipantrum
La articulación hiposfeno-hipantrum es una articulación adminicular que se encuentra en las vértebras de varios reptiles fósiles del grupo Archosauromorpha. Consiste en una apófisis en la parte posterior de las vértebras, el hiposfeno, que encaja en una depresión en la parte anterior de la siguiente vértebra, el hipantrum. Las articulaciones hiposfeno-hipantrum se producen en las vértebras dorsales y, a veces, también en las vértebras cervicales posteriores y caudales anteriores.
En la mayoría de los tetrápodos, incluido el humano, las vértebras están conectadas entre sí sólo a través de las articulaciones central y cigapófisis. Articulaciones adicionales como las articulaciones hiposfeno-hipantrum, que añaden rigidez a la columna vertebral, se encuentran en varios linajes de reptiles diferentes; un ejemplo conocido son las articulaciones cigosfeno-cigantrum que se encuentran en las serpientes.
Las articulaciones hiposfeno-hipantrum se encuentran en varios grupos no relacionados dentro de Archosauromorpha. Se encuentran especialmente en formas grandes, por ejemplo en rauisúquidos y silesáuridos  y -dentro de los dinosaurios- en saurisquios. Esta articulación servía para hacer la columna vertebral más rígida y estable y probablemente sustentó el gigantismo en los dinosaurios saurópodos.
Los primeros dinosauriomorfos (parientes anteriores de los dinosaurios) como Marasuchus, Lagosuchus y Euparkeria, así como los dinosaurios ornitisquios, carecen de articulaciones hiposfeno-hipantrum. Debido a que estas articulaciones están ausentes tanto en los dinosaurios más basales como en todos los dinosaurios no saurisquios, se consideran una sinapomorfia (un rasgo distintivo) de los Saurischia, como propuso Gauthier (1986).Las articulaciones hiposfeno-hipantrum se encuentran en todos los miembros basales de Saurischia. Sin embargo, se perdieron en varios linajes saurisquios. Estuvieron presentes en el dromeosáurido derivado y parecido a un pájaro Rahonavis, pero se han perdido en las aves modernas, probablemente debido a sus vértebras altamente modificadas.Dentro de los Sauropodomorpha, estaban presentes en los prosaurópodos y en la mayoría de los saurópodos, pero se perdieron de forma independiente en dos linajes de saurópodos del Cretácico, los Titanosauria y los Rebbachisauridae.
El hiposfeno generalmente consiste en una cresta vertical y está situado debajo de la postcigapófisis, mientras que el hipantrum está situado entre la precigapófisis. En los saurópodos, esta articulación es extremadamente variable.